# Levu elongata
Levu elongata är en insektsart som beskrevs av Bernhard Zelazny 1981. Levu elongata ingår i släktet Levu och familjen Derbidae. Inga underarter finns listade i Catalogue of Life.